# Аль-Аккирмани
Мухаммад ибн Мустафа аль-Аккирмани аль-Кафауви (? — 1760) — мусульманский теолог, некоторое время занимал должность судьи в Мекке. По происхождению турок, родился в Аккермане (современный Белгород-Днестровский). Впоследствии жил в Кафе (современная Феодосия), где получил религиозное образование. Автор многочисленных трудов в различных областях религиозного и научного знания.

## Биография
Одним из немногих источников, позволяющих составить общее представление об аль-Аккирмани, является биографический компендиум «Наставление учёных» османского историка Исмаила-паши аль-Багдади (ум. 1920 г.). Исмаил-паша указывает полное имя аль-Аккирмани: «Мухаммад ибн Мустафа Хумайд аль-Кафауви аль-Ханафи, известный как аль-Аккирмани». Биограф утверждает, что аль-Аккирмани умер в месяце мухаррам 1174 года хиджры (нач. августа-нач. сентября 1760 г. х.), занимая должность судьи ханафитского мазхаба в Мекке. В это время территория Хиджаза, где находятся Мекка и Медина, находилась в составе Османской империи (с 1519 года). С 1536 года ханафитский судья Мекки назначался в Стамбуле, а в 1565 году вышел приказ о том, что судьи трёх других мазхабов (шафиитского, маликитского и ханбалитского) должны обязательно консультироваться именно в судейском управлении ханафитов. Таким образом, должность ханифитского судьи в Мекке, которую занимал аль-Аккирмани, играла важную роль в османской администрации Хиджаза.
Точное место и дата рождения аль-Аккирмани неизвестны, поэтому только его топонимические фамилии (нисбы) позволяют сделать вполне достоверные предположения. В одной из рукописей «Комментария на сорок хадисов», датированной 1233 годом хиджры (1817/1818) утверждается, что эта работа была написана «Мухаммадом, сыном Мустафы, Аккерманийским по рождению, ханифитом по мазхабу, матуридитом по вероисповеданию». В месяце джумада аль-уля 1150 г. х. (то есть в августе-сентябре 1737) года «Аль-Кафауви», ещё одна вышеупомянутая нисба Мухаммада ибн Мустафы, свидетельствует о его отношение к городу с арабизированным названием Кафа. Поскольку такую же нисбу имел известный филолог Абу аль-Бака’, который, согласно историческим сообщениям, происходил из города Кафа (турк. Кефег) в Крыму (то есть современной Феодосии), вполне вероятно, что в случае с Мухаммадом ибн Мустафой аль-Кафауви также означает «Кафский». Исходя из этого, можно утверждать, что этот автор некоторое время жил именно в Кафе, о чём свидетельствует и название одного из его произведений — «Кафский адаб». 
Связь Мухаммада ибн Мустафы с северным Причерноморьем позволяет идентифицировать и первую часть его нисбы как «Аккерманский», то есть человек, который происходит из Аккермана (соврем. Белгород-Днестровский) — города и крепости, которые входили в состав Османского государства с 1484 до 1770 года. Итак, родившись в Аккермани, Мухаммад ибн Мустафа мог получить начальное религиозное образование именно в Кафе — значимом в те времена культурном центре Крымского полуострова. И хотя почти ничего не известно о его дальнейшей жизни, вполне вероятно, что свое образование автор продолжал уже в значимых религиозных центрах того времени, то есть крупных городах Ближнего Востока.

## Работы
Согласно сообщению Исмаила-паши и сохранившимися рукописями, аль-Аккирмани был автором более двух десятков различных работ. Им можно систематизировать следующим образом:
- 1). Работы, касающиеся доктрины:

«Драгоценное ожерелье в комментариях к вероисповедальных принципов»,
«Жемчужное ожерелье в разъяснении того, что знание Всевышнего не имеет конца»,
«Послание о общую и конкретную способность», «Акты поклонения и частичные проявления воли», «Комментарий к словам „с именем Аллаха“», "Комментарий к словам «Хвала Аллаху».
- 2) Доксографические произведения:

«Послание о еретические секты».
- 3). Примечания (хашийя) и комментарии (шарх) к экзегетичным трудам:

«Примечания к „Светил сошествия“ аль-Байдави», «Примечания к „Достоверному собрание“ аль-Бухари», «Комментарий на сорок хадисов аль-Биркави», Примечания к комментарию Мираби на «Открытие», «Примечания к комментарию аль-Казабади», «Послание о текстах молитв».
- 4). Медицинские работы: «Польза сивака».
- 5). Биографические работы: «Определение наук и жизнеописания авторов».
- 6). Филологические работы: «Книга чистоты о флексии, язык и смысл», «Комментарий на послание аль-‘Ассама о метафоре», «Кафский адабе», «Примечания к хусайновским комментариям на „Адаб“ аль-Биркави».

## Исследования
Творчество этого автора изучена поверхностно; существует несколько публикаций в турецкой Исламской энциклопедии". Философские идеи произведения «Драгоценное ожерелье» представлены в работе турецкого учёного Неслихана Дага. В Украине труды аль-Аккирмани исследовались востоковедом М. Якубовичем.